# Инженерные войска СССР
Инженерные войска СССР — специальные войска Вооружённых сил Союза ССР, предназначенные для инженерного обеспечения: оборудования территории военных (боевых) действий, инженерной разведки и сопровождения войск (сил) в наступлении и так далее.
Как во времена Союза ССР, так и в настоящее время, основным назначением инженерных войск является оперативное обеспечение военных (боевых) действий. Инженерное обеспечение военных (боевых) действий войск организовывалось и осуществлялось с целью создания войскам необходимых условий для своевременного и скрытного выдвижения, развёртывания, манёвра, успешного выполнения ими боевых задач, повышения защиты войск и объектов от всех видов поражения, для нанесения противнику потерь, для затруднения действий противника.

## История
После Февральской и Октябрьской революций, в ходе организации Рабоче-крестьянской Красной армии и флота в состав РККА были влиты сапёрные подразделения бывшей Русской императорской армии. В 1919 году были созданы понтонные и электротехнические батальоны, автомобильные подразделения, маскировочные роты, минно-подрывная бригада. К 1929 году общее формирование инженерных войск в РККА было завершено.
В годы ВОВ действовали 10 сапёрных армий, позднее переформированных в бригады.
С середины 1940-х по 1970-е в мотострелковых полках штатно располагались инженерно-сапёрные роты (иср), в дивизиях — инженерно-сапёрные батальоны (исб), в общевойсковых армиях и округах — инженерно-сапёрные полки (исп), а также специализированные батальоны и полки: понтонно-мостовые, переправочно-десантные, дорожные, мостостроительные и др. Однако в связи с просчётами в планировании, в Афганской войне ощущался дефицит инженерных частей.
В 1986 году инженерные войска СССР принимали участие в ликвидации последствий Чернобыльской аварии.
После распада СССР, подразделения инженерных войск перешли в распоряжение новообразованных вооружённых сил стран бывшего Советского Союза.

## Задачи
Согласно Боевому уставу Сухопутных войск ВС СССР инженерное обеспечение включает в себя:
- инженерную разведку противника, местности и объектов;
- фортификационное оборудование позиций, рубежей, районов, пунктов управления;
- устройство и содержание инженерных заграждений, и производство разрушений;
- установка и содержание ядерных мин и фугасов;
- уничтожение и обезвреживание ядерных мин противника;
- проделывание и содержание проходов в заграждениях и разрушениях;
- устройство проходов через препятствия;
- разминирование местности и объектов;
- подготовка и содержание путей движения войск, подвоза и эвакуации;
- оборудование и содержание переправ при форсировании водных преград;
- инженерные мероприятия по маскировке войск и объектов;
- инженерные мероприятия по восстановлению боеспособности войск и ликвидация последствий ядерных ударов противника;
- добыча и очистка воды, оборудование пунктов водоснабжения.

Инженерные войска выполняли задачи инженерного обеспечения, требующие специальной подготовки личного состава, применения инженерной техники и инженерных боеприпасов. Кроме того, в их задачи входит поражение техники и живой силы противника минно-взрывными и ядерно-минными средствами.

## Знаки различия (образца 1943 года)
| Звание высших офицеров                               | Генерал-майор | Генерал-лейтенант | Генерал-полковник | Маршал инженерных войск | Главный маршал инженерных войск |
| ---------------------------------------------------- | ------------- | ----------------- | ----------------- | ----------------------- | ------------------------------- |
| Погоны к повседневной форме одежды образца 1943 года |               |                   |                   |                         |                                 |
| Погоны к полевой форме одежды образца 1943 года      |               |                   |                   |                         |                                 |
| Код ранга НАТО                                       | OF-6          | OF-7              | OF-8              | OF-9                    | OF-9                            |

| Погоны к повседневной форме одежды образца 1943 года                                                            | Младшие и старшие офицеры | Младшие и старшие офицеры | Младшие и старшие офицеры | Младшие и старшие офицеры | Младшие и старшие офицеры | Младшие и старшие офицеры | Младшие и старшие офицеры |
| --- | ------------------------- | ------------------------- | ------------------------- | ------------------------- | ------------------------- | ------------------------- | ------------------------- |
| Инженерные войска                                                                                               |                           |                           |                           |                           |                           |                           |                           |
| Инженерно-технический состав Инженерных войск                                                                   |                           |                           |                           |                           |                           |                           |                           |
| Инженерные войска: Дорожные войска                                                                              |                           |                           |                           |                           |                           |                           |                           |
| Инженерно-технический состав Дорожных войск                                                                     |                           |                           |                           |                           |                           |                           |                           |
| Инженерные войска: Железнодорожные войска Служба военных сообщений (ВОСО)                                       |                           |                           |                           |                           |                           |                           |                           |
| Инженерно-технический состав Железнодорожных войск Инженерно-технический состав Службы военных сообщений (ВОСО) |                           |                           |                           |                           |                           |                           |                           |
| Инженерные войска: Понтонные войска                                                                             |                           |                           |                           |                           |                           |                           |                           |
| Инженерно-технический состав Понтонных войск                                                                    |                           |                           |                           |                           |                           |                           |                           |
| Инженерные войска: Сапёрные войска                                                                              |                           |                           |                           |                           |                           |                           |                           |
| Инженерно-технический состав Сапёрных войск                                                                     |                           |                           |                           |                           |                           |                           |                           |
| Инженерные войска: Электротехнические войска                                                                    |                           |                           |                           |                           |                           |                           |                           |
| Инженерно-технический состав Электротехнических войск                                                           |                           |                           |                           |                           |                           |                           |                           |
| Звания | Мл. лейтенант             | Лейтенант                 | Ст. лейтенант             | Капитан                   | Майор                     | Подполковник              | Полковник                 |
| Звания инженеров                                                                                                | Младший техник-лейтенант  | Техник-лейтенант          | Старший техник-лейтенант  | Инженер-капитан           | Инженер-Майор             | Инженер-Подполковник      | Инженер-Полковник         |
| Ранг по коду НАТО                                                                                               | OF-1                      | OF-1                      | OF-1                      | OF-2                      | OF-3                      | OF-4                      | OF-5                      |

| Погоны полевой формы образца 1943 года | Младшие и старшие офицеры | Младшие и старшие офицеры | Младшие и старшие офицеры | Младшие и старшие офицеры | Младшие и старшие офицеры | Младшие и старшие офицеры | Младшие и старшие офицеры |
| --- | ------------------------- | ------------------------- | ------------------------- | ------------------------- | ------------------------- | ------------------------- | ------------------------- |
| Инженерные войска Дорожные войска Железнодорожные войска Служба военных сообщений (ВОСО) Понтонные войска Сапёрные войска Электротехнические войска |                           |                           |                           | Инженер-капитан           |                           |                           |                           |
| Звания | Младший лейтенант         | Лейтенант                 | Старший лейтенант         | Капитан                   | Майор                     | Подполковник              | Полковник                 |
| Звания инженеров | Младший техник-лейтенант  | Техник-лейтенант          | Старший техник-лейтенант  | Инженер-капитан           | Инженер-майор             | Инженер-подполковник      | Инженер-полковник         |
| Ранг по коду НАТО | OF-1                      | OF-1                      | OF-1                      | OF-2                      | OF-3                      | OF-4                      | OF-5                      |

| Погоны к повседневной форме одежды образца 1943 года    | Рядовые и сержанты          | Рядовые и сержанты | Рядовые и сержанты | Рядовые и сержанты | Рядовые и сержанты | Рядовые и сержанты |
| ------------------------------------------------------- | --------------------------- | ------------------ | ------------------ | ------------------ | ------------------ | ------------------ |
| Инженерные войска                                       |                             |                    |                    |                    |                    |                    |
| Дорожные войска                                         |                             |                    |                    |                    |                    |                    |
| Железнодорожные войска, Служба военных сообщений (ВОСО) | 4-я железнодородная бригада |                    |                    |                    |                    |                    |
| Понтонные войска                                        |                             |                    |                    |                    |                    |                    |
| Сапёрные войска                                         |                             |                    |                    |                    |                    |                    |
| Электротехнические войска                               |                             |                    |                    |                    |                    |                    |
| Погоны полевой формы                                    | Рядовые и сержанты          | Рядовые и сержанты | Рядовые и сержанты | Рядовые и сержанты | Рядовые и сержанты | Рядовые и сержанты |
| Все виды инженерных войск                               |                             |                    |                    |                    |                    |                    |
| Звание                                                  | Рядовой (Красноармеец)      | Ефрейтор           | Младший сержант    | Сержант            | Старший сержант    | Старшина           |
| Ранг по коду НАТО                                       | OR-1                        | OR-4               | OR-5               | OR-6               | OR-7               | OR-8               |

## Состав

### 1918—1945 годы
Советские инженерные войска создавались вместе с организацией Рабоче-крестьянской Красной армии. В дивизиях предусматривалось иметь инженерный батальон, а в стрелковых бригадах — инженерно-сапёрную роту. В 1919 году сформированы специальные инженерные части. Руководство инженерными войсками осуществляли инспектор инженеров при Полевом штабе Республики (1918—1921 — А. П. Шошин), начальники инженеров фронтов, армий и дивизий. В 1921 году руководство войсками возложено на Главное военно-инженерное управление. К 1929 году штатные инженерные части имелись во всех родах войск. После начала Великой Отечественной войны в октябре 1941 года учреждена должность начальника Инженерных войск. В ходе войны инженерные войска строили укрепления, создавали заграждения, минировали местность, обеспечивали проведение манёвра войск, проделывали проходы в минных полях противника, обеспечивали преодоление его инженерных заграждений, форсирование водных преград, участвовали в штурме укреплений, городов и т. д.
Управления инженерных бригад в годы Великой Отечественной войны
В скобках указано пребывание в составе Действующей армии.

#### Управление сапёрных бригад
- Отдельная сапёрно-восстановительная бригада (2.01.1942—25.05.1942). Переформирована в 16 ибрсн
- 1-я сапёрная бригада (15.03.1942—2.06.1942). Переформирована в 1 ибрсн
- 2-я сапёрная бригада (20.03.1942—5.08.1942). Переформирована во 2 ибрсн
- 3-я сапёрная бригада (16.3.1942—5.12.1942). Переформирована в 1 имбр
- 7-я сапёрная бригада:
  - второе формирование (30.5.1942—12.12.1942). Переформирована во 2 имбр
- 9-я сапёрная бригада:
  - второе формирование (1.7.1942—25.11.1942). Переформирована в 3 имбр
- 10-я сапёрная бригада (14.5.1942—19.12.1942). Переформирована в 4 имбр
- 11-я сапёрная бригада (14.5.1942—5.12.1942). Переформирована в 1 гмибр
- 12-я сапёрная бригада (15.2.1942—26.11.1942). Переформирована в 5 имбр
- 14-я сапёрная бригада (24.2.1942—25.8.1942). Расформирована
- 15-я сапёрная бригада (24.2.1942—25.8.1942). Расформирована
- 17-я сапёрная бригада:
  - первое формирование (23.3.1942—31.8.1942). Переформирована в 44 ибрсн
  - второе формирование (3.11.1942—30.11.1942). Переформирована в 15 имбр
- 18-я сапёрная бригада (23.3.1942—29.11.1942). Переформирована в 6 имбр
- 19-я сапёрная бригада (23.3.1942—31.8.1942, 22.9.1942—29.11.1942). Переформирована в 7 имбр
- 20-я сапёрная бригада (15.2.1942—16.12.1942). Переформирована в 8 имбр
- 21-я сапёрная бригада (15.2.1942—29.11.1942). Переформирована в 9 имбр
- 23-я сапёрная бригада (1.11.1941—9.12.1942). Переформирована во 2 гмибр
- 24-я сапёрная бригада (1.11.1941—3.12.1942). Переформирована в 3 гмибр
- 25-я сапёрная бригада (1.11.1941—25.12.1942). Переформирована в 4 гмибр
- 26-я сапёрная бригада (1.11.1941—9.12.1942). Переформирована в 5 гмибр
- 27-я сапёрная бригада (25.2.1942—25.5.1942). Переформирована в 27 ибрсн
- 28-я сапёрная бригада (25.2.1942—15.10.1942). Расформирована
- 29-я сапёрная бригада (25.2.1942—15.10.1942). Расформирована
- 30-я сапёрная бригада (25.2.1942—15.10.1942). Расформирована
- 31-я сапёрная бригада (24.12.1941—25.11.1942). Переформирована в 10 имбр
- 32-я сапёрная бригада (24.12.1941—26.11.1942). Переформирована в 11 имбр
- 33-я сапёрная бригада (24.12.1941—20.4.1942). Переформирована в 33 ибрсн
- 34-я сапёрная бригада (24.12.1941—20.11.1942). Переформирована в 12 имбр
- 35-я сапёрная бригада (24.12.1941—25.3.1942, 7.4.1942—30.11.1942). Переформирована в 13 имбр
- 36-я сапёрная бригада (24.12.1941—13.9.1942). Переформирована в 14 имбр
- 37-я сапёрная бригада (24.12.1941—25.8.1942).
- 38-я сапёрная бригада (24.12.1941—1.9.1942). Расформирована
- 39-я сапёрная бригада (24.12.1941—1.9.1942). Расформирована. Управление обращено на формирование 39 ибрсн
- 40-я сапёрная бригада (24.12.1941—1.9.1942). Расформирована

#### Управление инженерно-минных бригад
(имбр)
- 1-я инженерно-минная бригада (переформирована из 3 сапбр) (5.12.1942—9.7.1943). Переформирована в 1 исбр
- 2-я инженерно-минная бригада (переформирована из 7 сапбр второго формирование) (12.12.1942—30.6.1943). Переформирована во 2 исбр
- 3-я инженерно-минная бригада (переформирована из 9 сапбр) (25.11.1942—14.4.1943). Переформирована в 15 шисбр
- 4-я инженерно-минная бригада (переформирована из 10 сапбр) (19.12.1942—29.7.1943). Переформирована в 4 исбр
- 5-я инженерно-минная бригада (переформирована из 12 сапбр) (26.11.1942—10.2.1943, 28.5.1943—2.7.1943). Переформирована в 5 исбр
- 6-я инженерно-минная бригада (переформирована из 18 сапбр) (29.11.1942—30.6.1943). Переформирована в 6 исбр
- 7-я инженерно-минная бригада (переформирована из 19 сапбр) (29.11.1942—5.7.1943). Переформирована в 7 исбр
- 8-я инженерно-минная бригада (переформирована из 20 сапбр) (16.12.1942—5.2.1943). Переформирована в 8 исбр
- 9-я инженерно-минная бригада (переформирована из 21 сапбр) (29.11.1942—4.7.1943). Переформирована в 9 исбр
- 10-я инженерно-минная бригада (переформирована из 31 сапбр) (25.11.1942—17.4.1943). Переформирована в 66 исбр (первого формирование)
- 11-я инженерно-минная бригада (переформирована из 32 сапбр) (26.11.1942—10.7.1943). Переформирована в 11 исбр
- 12-я инженерно-минная бригада (переформирована из 34 сапбр) (20.11.1942—16.7.1943). Переформирована в 12 исбр
- 13-я инженерно-минная бригада (переформирована из 35 сапбр) (30.11.1942—4.7.1943). Переформирована в 13 исбр
- 14-я инженерно-минная бригада (переформирована из 36 сапбр) (28.3.1943—5.7.1943). Переформирована в 14 исбр
- 15-я инженерно-минная бригада (переформирована из 17 сапбр второго формирования) (30.11.1942—3.7.1943). Переформирована в 15 исбр
- 16-я инженерно-минная бригада (9.4.1943—21.6.1943). Переформирована в 16 исбр

#### Управление горных минно-инженерных и горных инженерно-сапёрных бригад
- 1-я горная минно-инженерная бригада (Переформирована из 11 сапбр). (5.12.1942—27.6.1943). Расформирована.
- 2-я горная минно-инженерная бригада (Переформирована из 23 сапбр). (9.12.1942—20.5.1943). Переформирована в 6 поимбр.
- 3-я горная минно-инженерная бригада (Переформирована из 24 сапбр). (3.12.1942—26.5.1943). Расформирована.
- 4-я горная минно-инженерная бригада (Переформирована из 25 сапбр). (25.12.1942—30.3.1943). Переформирована в 4 гисбр.
- 4-я горная инженерно-сапёрная Карпатская Краснознамённая ордена Кутузова бригада (Переформирована из 4 гмибр). (11.8.1944—11.5.1945).
- 5 горная минно-инженерная бригада (Переформирована из 26 сапбр). (9.12.1942—24.5.1943). Переформирована в 13 шисбр.
- 5-я горная инженерно-сапёрная Днестровская ордена Кутузова бригада (Переформирована из 5 исбр). (20.9.1944—11.5.1945).
- 6-я горная инженерно-сапёрная Карпатская ордена Богдана Хмельницкого бригада (10.8.1944—11.5.1945).

#### Управление штурмовых и мото-штурмовых инженерно-сапёрных бригад[5]
- 1-я гвардейская штурмовая инженерно-сапёрная Могилёвская Краснознамённая ордена Кутузова бригада
- 1-я штурмовая инженерно-сапёрная Смоленская Краснознамённая орденов Суворова и Кутузова комсомольская бригада
- 2-я гвардейская моторизованная штурмовая инженерно-сапёрная бригада
- 2-я штурмовая инженерно-сапёрная Рогачёвская Краснознамённая ордена Суворова бригада
- 3-я штурмовая инженерно-сапёрная Неманская ордена Кутузова бригада
- 4-я штурмовая инженерно-сапёрная Духовщинская Краснознамённая ордена Суворова бригада
- 5-я штурмовая инженерно-сапёрная Витебско-Хинганская Краснознамённая бригада
- 6-я штурмовая инженерно-сапёрная Уманская Краснознамённая бригада
- 7-я моторизованная штурмовая инженерно-сапёрная бригада
- 7-я штурмовая инженерно-сапёрная Ровенская бригада
- 8-я штурмовая инженерно-сапёрная Волковысская бригада
- 9-я штурмовая инженерно-сапёрная Новгородско-Хинганская Краснознамённая ордена Кутузова бригада
- 107-я штурмовая инженерно-сапёрная Витебская Краснознамённая бригада
- 11-я штурмовая инженерно-сапёрная Запорожско-Будапештская Краснознамённая орденов Кутузова и Богдана Хмельницкого бригада
- 12-я штурмовая инженерно-сапёрная Мелитопольская Краснознамённая орденов Суворова, Кутузова и Красной Звезды бригада
- 13-я штурмовая инженерно-сапёрная Хинганская бригада
- 14-я штурмовая инженерно-сапёрная Александрийская Краснознамённая ордена Суворова бригада
- 15-я штурмовая инженерно-сапёрная Винницкая Краснознамённая ордена Богдана Хмельницкого бригада
- 16-я штурмовая инженерно-сапёрная Рава-Русская орденов Кутузова, Богдана Хмельницкого и Красной Звезды бригада
- 17-я штурмовая инженерно-сапёрная Гатчинская дважды Краснознамённая бригада
- 18-я штурмовая инженерно-сапёрная Ковельская бригада
- 19-я штурмовая инженерно-сапёрная Двинская бригада
- 20-я моторизованная штурмовая инженерно-сапёрная бригада
- 21-я моторизованная штурмовая инженерно-сапёрная бригада
- 22-я гвардейская моторизованная штурмовая инженерно-сапёрная бригада
- 23-я моторизованная штурмовая инженерно-сапёрная бригада

#### Управление инженерных бригад спецназначения и мото-инженерных бригад
- Отдельная инженерная бригада (Сформирована на базе 1 инжп) (2.7.1941—10.8.1941). Переформирована в УВПС № 3.
- 1-я инженерная бригада спецназначения (переформирована из 1 сапбр) (2.6.1942—27.5.1944). Переформирована в 1 мибр.
- 1-я мото-инженерная бригада (переформирована из 1 ибрсн) (27.5.1944—9.5.1945).
- 1-я гвардейская инженерная бригада спецназначения (преобразована из 16 ибрсн 1.4.1943). (8.5.1943—2.6.1944). Переформирована в 1 гв. мибр.
- 1-я гвардейская мото-инженерная бригада (переформирована из 1 гв. ибрсн) (2.6.1944—9.5.1945).
- 2-я инженерная бригада спецназначения (переформирована из 2 сапбр) (5.8.1942—3.6.1944). Переформирована во 2 мибр.
- 2-я мото-инженерная бригада (переформирована из 2 ибрсн) (3.6.1944—9.5.1945).
- 2-я гвардейская инженерная бригада спецназначения (преобразована из 39 ибрсн 1.4.1943) (1.4.1943—28.3.1944). Переформирована во 2 гв. мшисбр.
- 3-я гвардейская мото-инженерная бригада (преобразована из 20 мибр 17.3.1945). (17.3.1945—11.5.1945).
- 5-я инженерная бригада спецназначения (сформирована на базе 27 АУВПС) (30.5.1942—27.5.1944). Преобразована в 5 гв. мибр 27.5.1944.
- 5-я гвардейская мото-инженерная бригада (преобразована из 5 ибрсн 27.5.1944). (27.5.1944—9.5.1945).
- 8-я инженерная бригада спецназначения (24.6.1942—10.6.1944). Переформирована в 8 мибр.
- 8-я мото-инженерная бригада (переформирована из 8 ибрсн) (10.6.1944—9.5.1945, 9.8.1945—3.9.1945).
- 13-я инженерная бригада спецназначения (1.7.1942—23.6.1944). Переформирована в 13 мибр.
- 13-я мото-инженерная бригада (переформирована из 13 ибрсн). (23.6.1944—9.5.1945).
- 16-я инженерная бригада спецназначения (переформирована из отдельной сапёрно-восстановительной бригады) (25.5.1942—15.2.1943). Преобразована в 1 гв. ибрсн 1.4.1943.
- 17-я мото-инженерная бригада (1.8.44-6.9.1944, 22.11.1944—9.5.1945).
- 18-я мото-инженерная бригада (28.7.1944—5.9.1944, 30.10.1944—9.5.1945).
- 19-я мото-инженерная бригада (25.7.1944—6.9.1944, 28.10.1944—11.5.1945).
- 20-я мото-инженерная бригада (11.8.1944—17.3.1945). Преобразована в 3 гв. мибр 17.3.1945.
- 21-я мото-инженерная бригада (2.8.1944—19.12.1944, 8.1.1945—9.5.1945).
- 22-я мото-инженерная бригада (23.7.1944—11.5.1945, 9.8.1945—3.9.1945).
- 27-я инженерная бригада спецназначения (переформирована из 27 сапбр) (25.5.1942—24.4.1943, 9.7.1943—1.6.1944). Переформирована в 27 мибр.
- 27-я мото-инженерная бригада (переформирована из 27 ибрсн) (1.6.1944—11.5.1945).
- 33-я инженерная бригада спецназначения (переформирована из 33 сапбр) (20.4.1942—3.6.1944). Переформирована в 33 мибр.
- 33-я мото-инженерная бригада (переформирована из 33 ибрсн) (3.6.1944—9.5.1945).
- 39-я инженерная бригада спецназначения (сформирована на базе 39 сапбр) (4.9.1942—1.4.1943). Преобразована во 2 гв. ибрсн 1.4.1943.
- 41-я инженерная бригада спецназначения (21.9.1942—2.12.1943, 1.4.1944—18.6.1944). Переформирована в 41 мибр
- 41-я мото-инженерная бригада (переформирована из 41 ибрсн) (18.6.1944—9.5.1945).
- 42-я инженерная бригада спецназначения (4.10.1942—1.6.1944). Переформирована в 42 мибр.
- 42-я мото-инженерная бригада (переформирована из 42 ибрсн) (1.6.1944—11.5.1945).
- 43-я инженерная бригада спецназначения (14.9.1942—8.5.1944). Переформирована в 23 мшисбр
- 44-я инженерная бригада спецназначения (переформирована из 17 сапбр первого формирования) (30.10.1942—15.6.1944). Переформирована в 44 мибр.
- 44-я мото-инженерная бригада (переформирована из 44 ибрсн) (15.6.1944—9.5.1945),
- 46-я мото-инженерная бригада (9.8.1945—3.9.1945).
- 47-я мото-инженерная бригада (9.8.1945—3.9.1945).
- 67-я мото-инженерная бригада (переформирована из 50 исбр) (9.8.1945—3.9.1945).

#### Управление понтонно-мостовых бригад
- 1-я понтонно-мостовая Ясская орденов Кутузова и Богдана Хмельницкого бригада (24.11.1942—11.5.1945)
- 2-я понтонно-мостовая Рымникская Краснознамённая орденов Суворова, Кутузова и Богдана Хмельницкого бригада (24.11.1942—11.5.1945)
- 3-я понтонно-мостовая Проскуровская Краснознамённая орденов Богдана Хмельницкого и Красной Звезды бригада (5.2.1943—11.5.1945)
- 4-я понтонно-мостовая Днепропетровская Краснознамённая ордена Кутузова бригада (26.2.1943—9.5.1945)
- 5-я понтонно-мостовая Днепропетровская Краснознамённая ордена Кутузова бригада (26.2.1943—9.5.1945)
- 6-я понтонно-мостовая Каменец-Подольская Краснознамённая орденов Богдана Хмельницкого и Красной Звезды бригада (переформирована из 2 гмибр) (20.5.1943—11.5.1945)
- 7-я моторизованная понтонно-мостовая Лодзинская Краснознамённая орденов Суворова и Кутузова бригада (21.10.1943—9.5.1945)
- 8-я понтонно-мостовая Неманская ордена Александра Невского бригада (28.2.1944-9.5.1945)
- 9-я понтонно-мостовая Кёнигсбергская ордена Кутузова бригада (29.6.1944-9.5.1945, 9.8.1945—3.9.1945)
- 10-я понтонно-мостовая бригада (9.8.1945—3.9.1945)
- 11-я понтонно-мостовая Уссурийская бригада (9.8.1945—3.9.1945)

#### Управление тыловых бригад разграждения
- 1-я тбрр (10.2.1943—5.5.1943). Расформирована
- 2-я тбрр (9.2.1943—29.4.1943). Расформирована
- 4-я тбрр (9.2.1943—31.5.1943). Расформирована
- 6-я тбрр (27.2.1943—2.7.1943). Расформирована

## Командующие
- 1942—1952 — маршал инженерных войск Воробьёв, Михаил Петрович;
- 1952—1965 — генерал-полковник (с 06.05.1961 — маршал) инженерных войск Прошляков, Алексей Иванович;
- 1965—1975 — генерал-лейтенант (с 07.05.1966 — генерал-полковник, с 16.12.1972 — маршал) инженерных войск Харченко, Виктор Кондратьевич;
- 1975—1987 — генерал-лейтенант (с 25.04.1975 — генерал-полковник, с 07.05.1980 — маршал) инженерных войск Аганов, Сергей Христофорович;
- 1987—1999 — генерал-лейтенант (с 15.02.1989 — генерал-полковник) инженерных войск Кузнецов, Владимир Павлович[6]

## В искусстве
- Памятник сапёрам Великой Отечественной войны перед Измайловской гимназией в Москве